# Burgruine Thurn (Bayern)
Die Burg Thurn ist die Ruine einer Höhenburg auf 883 m ü. NN etwa 2,5 Kilometer nordwestlich von der Kirche des Marktes Oberstaufen und nördlich von Vorderreute im schwäbischen Landkreis Oberallgäu in Bayern.
Die Burg wurde erstmals 1285 erwähnt und war im Besitz der Herren von Weiler. Von der ehemaligen bachgeschützten Burganlage sind nur noch Turm- und Kellerreste erhalten. Der Burgplatz ist heute ein Bodendenkmal (D-7-8425-0001).